# Ђуркуца де Сус (Клуж)
Ђуркуца де Сус (рум. Giurcuța de Sus) насеље је у Румунији у округу Клуж у општини Белиш. Oпштина се налази на надморској висини од 1073 m.

## Становништво
Према подацима из 2002. године у насељу је живело 171 становника, од којих су сви румунске националности.